# Ucranização
Ucranização (em ucraniano:  Українізація) é uma política difundir e aumentar a utilização, facilitando o desenvolvimento da língua ucraniana e promovendo outros elementos da cultura ucraniana, em várias esferas da vida pública, tais como a educação, a publicação, governo e religião. O termo também é usado para descrever um processo pelo qual não-ucranianos ou ucranianos russos passam a aceitar a cultura e a língua ucranianas como suas.
Um dos principais casos iniciais de ucranização está relacionado à política de indigenização soviética da década de 1920 (korenizatsiya, literalmente "estabelecendo raízes"), que visava fortalecer o poder soviético no território da Ucrânia soviética e nas regiões sul da Rússia SFSR . De várias formas, as políticas de ucranização também ocorreram em vários períodos diferentes da história da Ucrânia no século XX, embora com objetivos um pouco diferentes e em diferentes contextos históricos.
Depois da  declaração de independência da Ucrânia, ocorrida em 1991, o governo da Ucrânia começou a seguir uma política de ucranização, para aumentar o uso do ucraniano e desencorajar o russo, que foi gradualmente eliminado do sistema educacional do país, do governo, e programas nacionais de TV, rádio e filmes. Até 2017, a Lei da Educação concedia às famílias ucranianas (pais e filhos) o direito de escolher sua língua nativa para escolas e estudos. Mas essa lei foi atualizada em 2017 para tornar o idioma ucraniano o idioma principal da educação em todas as escolas.
Na historiografia ocidental, o termo ucranização refere-se também a uma política e processo resultante de forçar as minorias étnicas que vivem nos territórios ucranianos a abandonar sua identidade étnica por meio da assimilação forçada da cultura e identidade ucranianas. Durante as consequências da Segunda Guerra Mundial, na RSS da Ucrânia, esse processo foi precedido pela expulsão de algumas minorias étnicas e pela apropriação de sua herança cultural. A "ucranização" também é usada no contexto desses atos.

## 1917–1923: Tempos após a Revolução Russa
Após a Revolução Russa de 1917, o Império Russo se transformou na União Soviética e os ucranianos intensificaram sua luta, com isso, surgiu a República Socialista Soviética da Ucrânia. No caos da Primeira Guerra Mundial e nas mudanças revolucionárias, surgiu um estado ucraniano nascente, mas, inicialmente, a própria sobrevivência do estado não foi garantida. Enquanto a Rada Central, o corpo governante, tentava afirmar o controle sobre a Ucrânia em meio às potências estrangeiras e à luta interna, apenas um desenvolvimento cultural limitado poderia ocorrer. No entanto, pela primeira vez na história moderna, a Ucrânia tinha um governo próprio e o idioma ucraniano ganhou uso nos assuntos estatais.
Como o Rada acabou sendo derrubado em um golpe apoiado pela Alemanha (29 de abril de 1918), foi estabelecido o governo de um Hetmanado liderado por Pavlo Skoropadsky . Enquanto a estabilidade do governo era apenas relativa e o próprio Skoropadsky, como ex-oficial do exército czarista, falava russo e não ucraniano, o Hetmanate conseguiu iniciar um impressionante programa cultural e educacional ucraniano, imprimiu milhões de livros em idioma ucraniano e estabeleceu muitas escolas ucranianas, duas universidades e uma Academia de Ciências ucraniana . Este último estabeleceu um Comitê de Ortografia e Terminologia, que iniciou um programa de pesquisa acadêmica e metodológica sobre terminologia ucraniana.
O governo do Hetmanate terminou com a evacuação alemã e foi substituído pelo governo da Direção de Symon Petlura . No entanto, a Ucrânia submergiu em uma nova onda de caos enfrentando duas invasões ao mesmo tempo, do leste pelas forças bolcheviques e do oeste pelas tropas polonesas, além de ser devastada por bandos armados que muitas vezes não eram apoiados por nenhum político. ideologia.
Adotada em 1996, a nova Constituição da Ucrânia confirmou o status oficial do idioma ucraniano e garantiu o livre desenvolvimento, uso e proteção do russo e de outras línguas das minorias nacionais da Ucrânia.

## Hoje

### Sistema educacional
| Ano       | ucraniano | russo |
| --------- | --------- | ----- |
| 1991      | 45%       | 54%   |
| 1996      | 60%       | 39,2% |
| 1997      | 62,7%     | 36,5% |
| 1998      | 65%       | 34,4% |
| 1999      | 67,5%     | 31,8% |
| 2000      | 70,3%     | 28,9% |
| 2001      | 72,5%     | 26,6% |
| 2002      | 73,8%     | 25,3% |
| 2003-2004 | 75,1%     | 23,9% |

O governo da Ucrânia independente implementou políticas para ampliar o uso do ucraniano e determinou um papel cada vez maior para o ucraniano na mídia e no comércio. O mais significativo foi o esforço conjunto do governo para implementar o ucraniano, como o único idioma oficial do estado no país, no sistema educacional estadual. Apesar da Constituição, a Lei da Educação concede às famílias ucranianas - pais e filhos - o direito de escolher sua língua nativa para escolas e estudos, dessa forma, o sistema educacional mudou gradualmente de um sistema que era apenas parcialmente ucraniano para o sistema que é quase completamente ucraniano, à medida em que os individuos vão sendo assimilados à maioria dominante. O idioma russo ainda é estudado como um curso obrigatório em todas as escolas secundárias, incluindo aquelas em ucraniano como idioma principal das instruções. O número de alunos do ensino médio que receberam o ensino fundamental em ucraniano aumentou de 47,9% em 1990-1991 (o último ano letivo antes da independência da Ucrânia) para 67,4% em 1999 e para 75,1% em 2003–2004 (ver tabela). A ucranização alcançou ganhos ainda maiores nas instituições de ensino superior, onde, entre 1990 e 1991, apenas 7% dos estudantes estavam sendo ensinados principalmente em ucraniano.  Entre 2003 e 2004, a porcentagem de estudantes universitários e técnicos que estudam em ucraniano alcançou 87,7% e, para os estudantes das instituições de nível universitário, esse número atingiu 80,1% (ver tabela).
|           | Instituições de menor credenciamento <br/> níveis (faculdades e técnicos) | Instituições de menor credenciamento <br/> níveis (faculdades e técnicos) | Instituições de nível universitário <br/> dos mais altos níveis de acreditação | Instituições de nível universitário <br/> dos mais altos níveis de acreditação |
| Ano       | ucraniano                                                                 | russo                                                                     | ucraniano                                                                      | russo                                                                          |
| --------- | ------------------------------------------------------------------------- | ------------------------------------------------------------------------- | ------------------------------------------------------------------------------ | ------------------------------------------------------------------------------ |
| 2000-2001 | 78%                                                                       | 22%                                                                       | 73,4%                                                                          | 26,5%                                                                          |
| 2001-2002 | 80%                                                                       | 20%                                                                       | 76,3%                                                                          | 23,6%                                                                          |
| 2002-2003 | 81,8%                                                                     | 18,2%                                                                     | 77,8%                                                                          | 22,1%                                                                          |
| 2003-2004 | 83,4%                                                                     | 16,6%                                                                     | 78,7%                                                                          | 21,2%                                                                          |
| 2004-2005 | 87,7%                                                                     | 12,3%                                                                     | 80,1%                                                                          | 19,9%                                                                          |

#### Alterações no Sistema Educacional
Com projeto aprovado em 5 de setembro de 2017, uma nova lei sobre educação foi assinada pelo Presidente da Ucrânia, que diz que o idioma ucraniano é o idioma da educação em todos os níveis, exceto por uma ou mais matérias que podem ser ministrado em duas ou mais línguas, nomeadamente inglês ou uma das outras línguas oficiais da União Europeia . A lei estipula um período de transição de três anos para entrar em vigor. Em fevereiro de 2018, esse período foi prorrogado até 2023.
A lei foi condenada pelo PACE que a chamou de "um grande impedimento ao ensino das minorias nacionais". A lei também enfrentou críticas de funcionários da Hungria, Romênia e Rússia . ( Húngaro e romeno são línguas oficiais da União Europeia, o russo não é.) As autoridades ucranianas salientaram que a nova lei está em total conformidade com as normas europeias sobre direitos das minorias. A lei declara que "às pessoas pertencentes aos povos indígenas da Ucrânia é garantido o direito de estudar em estabelecimentos públicos da educação pré-escolar e primária no idioma de instrução dos respectivos povos indígenas, juntamente com o idioma de instrução estadual" em classes separadas ou grupos. O PACE descreve isso como uma redução significativa dos direitos dos povos indígenas, realizada sem consultar seus representantes.  Em 27 de junho de 2018, o ministro das Relações Exteriores da Ucrânia, Pavlo Klimkin, declarou que, seguindo a recomendação da Comissão de Veneza, o fornecimento de idiomas da lei da educação (setembro de 2017) não se aplicará a escolas particulares e que todas as escolas públicas de minorias nacionais "terão amplos poderes para determinar independentemente quais aulas serão ministradas em ucraniano ou em seu idioma nativo".
Em 2004, uma promessa eleitoral de Viktor Yanukovych (líder do Partido das Regiões) de adotar o russo como segunda língua oficial também pode ter aumentado a participação de sua base, mas foi refutada durante a campanha por seu oponente (Viktor Yushchenko), que assinalou que Yanukovych já poderia ter tomado medidas em direção a essa mudança enquanto era primeiro-ministro da Ucrânia, se essa realmente fosse sua prioridade. Durante sua campanha, Yushchenko enfatizou que ser pintado como proponente do fechamento de escolas russas frequentemente feitas por seus oponentes é totalmente infundado e declarou sua opinião de que a questão da linguagem da escola, bem como das igrejas, deveria ser deixada para as comunidades locais. No entanto, durante a presidência de Yuchshenko, a transferência de instituições de ensino em língua russa para a língua ucrâniana continuou.

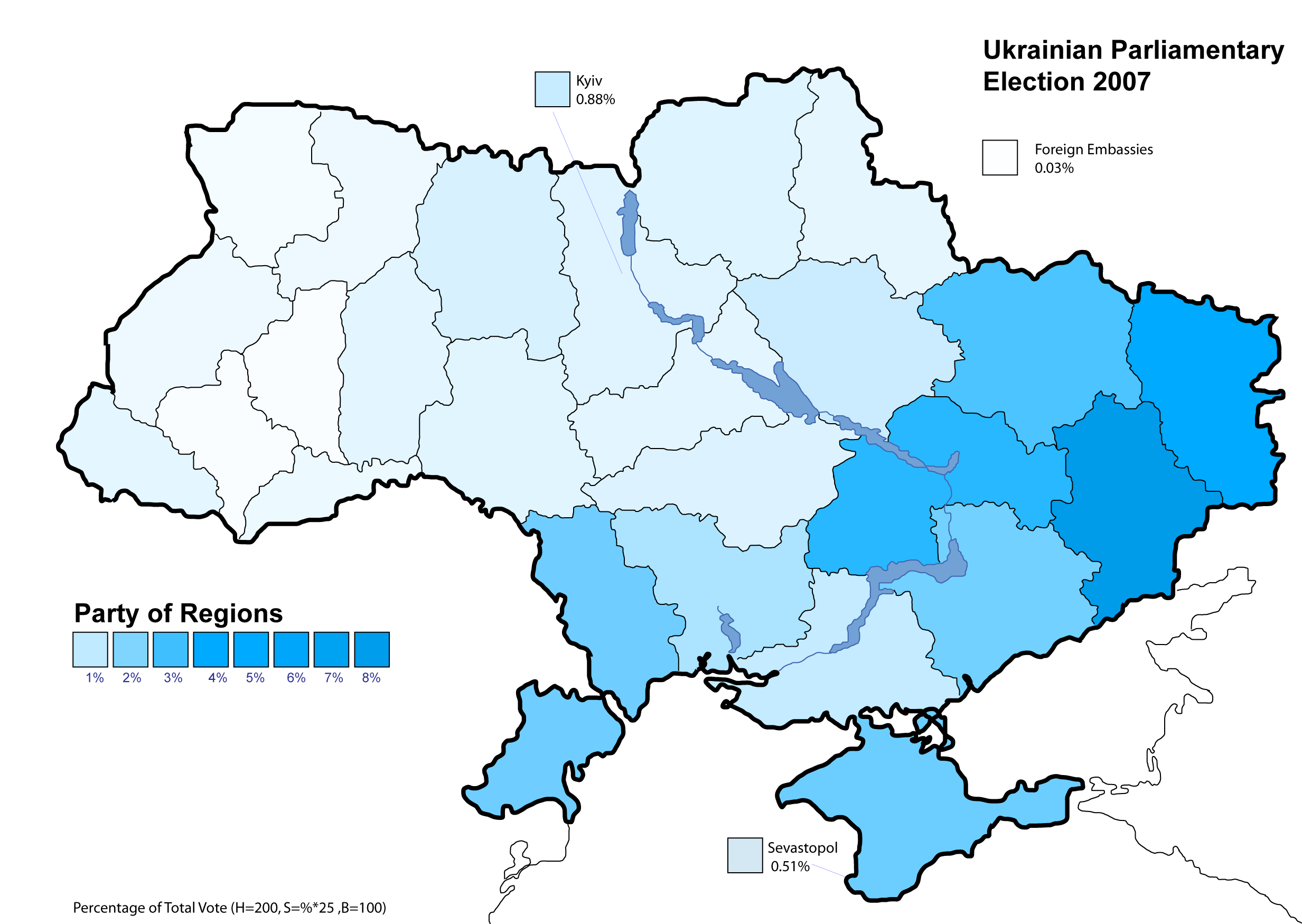
Mapa mostrando os resultados do Partido das Regiões nas eleições de 2007 mostra que seus eleitores vivem principalmente em regiões onde a língua russa é dominante

Nas eleições parlamentares de 2006, o status da língua russa na Ucrânia foi retomado pelos partidos da oposição. O principal partido da oposição, o Partido das Regiões, prometeu introduzir dois idiomas oficiais, russo e ucraniano, nos níveis nacional e regional. No nível nacional, tais mudanças exigem a modificação do artigo 10 da Constituição da Ucrânia, que o partido espera alcançar. Antes da eleição em Kharkiv, e após a eleição em outras regiões do sudeste, como Donetsk, Dnipropetrovsk, Luhansk, Mykolaiv e Crimeia, os conselhos locais recém-eleitos, vencidos pelo Partido das Regiões (e pequenos partidos de apoio), declarou o russo como língua regional, citando a Carta Europeia das Línguas Regionais ou Minoritárias, ratificada pela Ucrânia em 2003. O governo central questionou essas ações dos conselhos locais, alegando que eles excederam sua autoridade. Em Dnipropetrovsk, o tribunal considerou ilegal a ordem do conselho da cidade de introduzir o russo como idioma regional mas a batalha legal sobre o status local do idioma russo ainda precisa ser resolvida.
Após a crise parlamentar de 2006 na Ucrânia, que fraturou a coalizão governante e devolveu Yanukovych à Primeira Ministra, o "Universal da Unidade Nacional" assinado pelo Presidente Yushchenko, bem como os líderes de vários dos partidos políticos mais influentes, declararam que a Ucrânia permaneceria a língua oficial do estado na Ucrânia. No entanto, uma semana após a assinatura do Universal, Yanukovych, então aprovado como Primeiro Ministro da Ucrânia, declarou em uma entrevista coletiva em Sochi (Rússia) que a implementação do russo como segunda língua de Estado continua sendo o objetivo de seu partido, mesmo que ele o faça. Isso não será alcançado no futuro imediato, porque tal mudança, que exigiria emendas à Constituição, não coletaria a maioria necessária (⅔) no Parlamento da Ucrânia, dada a atual situação política.
Durante a campanha eleitoral para a eleição presidencial ucraniana de 2010, Yanukovych declarou inicialmente que, se ele fosse eleito presidente, fará tudo para tornar o russo a segunda língua do estado na Ucrânia mas em entrevista ao Kommersant mais tarde durante o campanha ele afirmou que o status de russo na Ucrânia "é muito politizado" e disse que se eleito presidente em 2010 ele "teria uma oportunidade real de adotar uma lei sobre idiomas, o que implementa os requisitos da Carta Europeia de idiomas regionais". Ele sugeriu que essa lei precisaria de 226 votos no parlamento ucraniano (50% dos votos em vez dos 75% dos votos necessários para mudar a constituição da Ucrânia).  Após sua eleição no início de 2010, como o Presidente Yanukovych declarou (em 9 de março de 2010) "a Ucrânia continuará a promover o idioma ucraniano como único idioma do estado".

### Lei
De acordo com as leis sobre procedimentos civis e administrativos promulgados na Ucrânia em 2005, todos os processos judiciais e judiciais na Ucrânia devem ser conduzidos em ucraniano. No entanto, isso não restringe o uso de outros idiomas, pois a lei garante serviços de interpretação para qualquer idioma desejado por um cidadão, acusado ou testemunha.
Desde 2014, o presidente Petro Poroshenko alega estar realizando a "ucranianização do calendário histórico e político - a substituição do russo soviético imposto a nós".   Isso levou à mudança de feriados militares para novas datas e à criação do Dia do Defensor da Ucrânia.
A abolição de 2 de maio de 2017 como feriado (como era na era soviética),  e tornando o Natal do cristianismo ocidental, comemorado em 25 de dezembro.  (O dia internacional do trabalhador de 1.º de maio permaneceu um feriado público ucraniano, embora tenha sido renomeado (também em 2017) de "Dia da Solidariedade Internacional dos Trabalhadores" para "Dia do Trabalho".)